# Marcin Wysocki

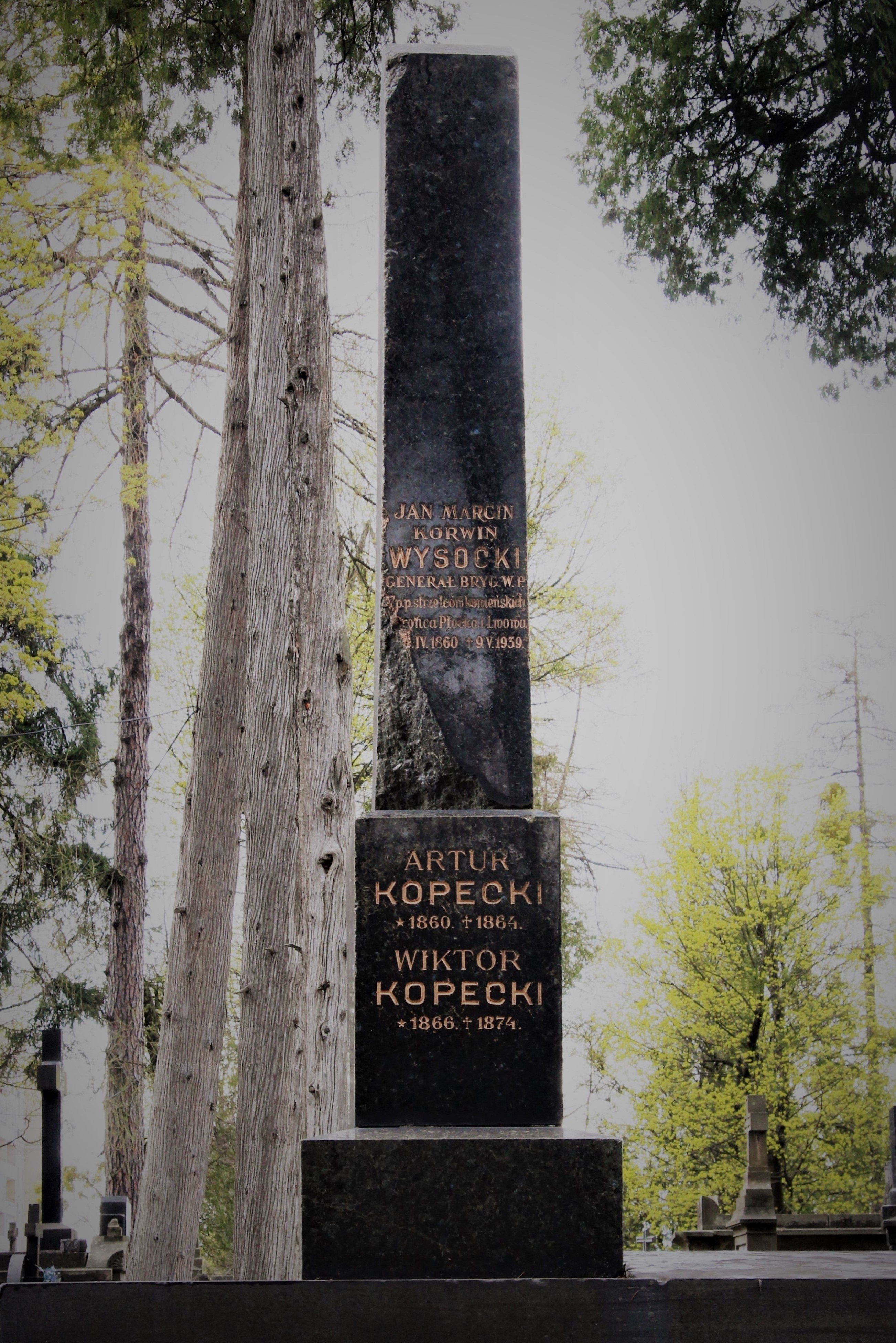
Nagrobek Marcina Wysockiego

Marcin Jan Korwin Wysocki (ur. 26 kwietnia 1860 we Lwowie, zm. 9 maja 1939) – generał brygady Wojska Polskiego.

## Życiorys
Urodził się 26 kwietnia 1860 roku we Lwowie. W 1879 roku ukończył sześcioklasową szkołę realną w Czerniowcach, a trzy lata później Szkołę Kadetów we Lwowie. W 1883 roku został wcielony do nowo powstałego Galicyjskiego Pułku Piechoty Nr 89, stacjonującego we Lwowie, a później Jarosławiu. W 1905 roku został przeniesiony do Galicyjskiego Pułku Piechoty Nr 95 we Lwowie. W 1912 roku był przydzielony do Dowództwa XI Korpusu we Lwowie. W latach 1912–1913 wziął udział w mobilizacji sił zbrojnych Monarchii Austro-Węgierskiej, wprowadzonej w związku z wojną na Bałkanach. W czasie służby w c. i k. Armii awansował kolejno na stopień: kadeta–zastępcy oficera (1 września 1882 roku), podporucznika (1 listopada 1885 roku), porucznika (1 listopada 1889 roku), kapitana (1 maja 1896 roku), majora (1 listopada 1909 roku), podpułkownika (1 maja 1913 roku) i pułkownika (1 maja 1915 roku).
7 lipca 1919 roku został przyjęty do Wojska Polskiego z byłej armii austro-węgierskiej, z zatwierdzeniem posiadanego stopnia pułkownika ze starszeństwem z 1 maja 1915 roku.
Od 27 sierpnia 1920 roku dowodził Kowieńskim Pułkiem Strzelców . Z dniem 1 maja 1921 roku został przeniesiony w stan spoczynku, w stopniu generała podporucznika, z prawem noszenia munduru. 26 października 1923 roku Prezydent RP Stanisław Wojciechowski zatwierdził go w stopniu generała brygady. Mieszkał we Lwowie. W 1934 roku był zweryfikowany w stopniu generała brygady ze starszeństwem z 1 czerwca 1919 roku w korpusie generałów stanu spoczynku. Zmarł w 1939 roku lub później.
Generał Wysocki był żonaty. Miał czworo dzieci. Zmarł 9 maja 1939 i został pochowany na Cmentarzu Łyczakowskim we Lwowie.

## Ordery i odznaczenia
- Krzyż Walecznych („za czyny męstwa i odwagi wykazane w bojach toczonych w latach 1918-1921”)[12]
- Brązowy Medal Zasługi Wojskowej na wstążce Krzyża Zasługi Wojskowej[15]
- Brązowy Medal Zasługi Wojskowej na czerwonej wstążce[15]
- Odznaka za Służbę Wojskową[15]
- Brązowy Medal Jubileuszowy Pamiątkowy dla Sił Zbrojnych i Żandarmerii[15]
- Krzyż Jubileuszowy Wojskowy[15]
- Krzyż Pamiątkowy Mobilizacji 1912–1913[15]